# جوردن لوي
جوردن لوي (19 أكتوبر 1991 - ) (بالإنجليزية: Jordan Lowe)‏ هو لاعب كريكت بريطاني.